# Constitution de 1782
La Constitution de 1782 est le nom donné à une série de changements législatifs qui permirent au Parlement d'Irlande, composé de la Chambre des communes irlandaise et de la Chambre des lords irlandaise, de se libérer des restrictions juridiques qui avaient été imposées par les gouvernements successifs normand, anglais et britannique sur l'étendue de ses compétences. Ces restrictions permettaient au lord lieutenant d'Irlande de contrôler l'ordre du jour parlementaire et de restreindre sa capacité de légiférer plutôt que de promouvoir les objectifs de la monarchie. 
Les restrictions les plus punitives furent les lois de Poynings de 1494. Ces restrictions furent levées en 1782, entrainant une nouvelle période de liberté législative. Cette période est connue sous le nom de Parlement de Grattan d'après Henry Grattan, un des principaux militants de la réforme à la Chambre des communes. Mais, en 1800, en vertu de l’Act of Union, le Parlement irlandais fusionna avec le Parlement de Grande-Bretagne pour former le Parlement du Royaume-Uni mettant fin à la période de liberté législative. Cette situation dura jusqu'en 1922, après quoi la plus grande partie de l'Irlande eut son propre parlement souverain, le Dáil Éireann. L'Irlande du Nord, cependant, continua d'être représentée au Parlement du Royaume-Uni, même si on lui a accordé un Parlement d'Irlande du Nord subordonné à celui de Londres. 
L'ancien hôtel du Parlement irlandais est situé à College Green à Dublin. Ce fut le premier bâtiment construit pour accueillir un parlement bicaméral, préfigurant le Palais de Westminster à Londres et le Capitole à Washington datant du XIXe siècle. Aujourd'hui, le bâtiment sert de siège à la Bank of Ireland, College Green. Alors que la partie de la Chambre des communes irlandaise a été détruite après l’Act of Union, l'enceinte de la Chambre des lords irlandaise existe encore dans sa conception d'origine géorgienne.